# 中南美白對蝦
中南美白對蝦（學名：Litopenaeus vannamei），也叫凡納賓對蝦、萬氏對蝦、南美白對蝦、白蝦、白對蝦、白腳蝦、白肢蝦、太平洋白蝦，是一種生活於太平洋東岸的對蝦科濱對蝦屬物種。1980年代初期，農業委員會水產試驗所將此物種引進台灣，起初並未受到大量關注，但因1987年草蝦養殖開始受到弧菌及草蝦桿狀病毒 (P. monodon baculovirus, MBV)等病原的侵害，使得產量急劇下降，最後導致草蝦產業的沒落，1994年起由民間自夏威夷引進無病原對蝦量產技術（specific pathogen free，SPF），始成為台灣蝦類養殖的四大品種之一。白蝦全球養蝦產量在2014年就已經突破358萬公噸，其產值高達227億美金，到2018年更達約500萬公噸，產值達300億美元。

## 形態
中南美白對蝦最長可以生長至23（9.1英寸），當中頭胸甲佔了9 cm（3.5英寸）.。成長的蝦生活於海洋，水深不超過72（236英尺）；而成長中的蝦則生活於鹹淡水交界的河口。頭胸甲背面的吻突略長，背部有7－10顆齒，正面有2－4顆齒。

## 分佈與習性
白蝦原產地在太平洋東岸的中南美洲地域，從墨西哥北部索諾拉州到秘魯北部。
屬於廣鹽性熱帶蝦類，能在0－40‰鹽度中生長，最適生長鹽度為15-25 ‰。白蝦最適pH值約為7.56，溶氧需維持在2.8 mg L-1以上 。
南美白對蝦在水溫15－38℃均能生長，最適生長溫度22～35℃，生長環境只限於水溫全年維持20 °C（68 °F）以上的地區。

## 水產養殖
在20世紀時，中南美白對蝦是墨西哥近岸漁民及拖網漁船的重要漁獲。但到了20世紀後期，捕漁業已為水產養殖所取代：1973年，漁民從巴拿馬引入蝦苗。電影《阿甘正傳》也提及過主角接手了越戰戰友在佛羅里達州經營的養蝦場，由此可知這項活動在當年對經濟的重要性。截至2004年，白對蝦的生產量已達至1,116,000t，超越了草蝦。根據世界農糧組織 (Food and agriculture organization, FAO)統計，2018年蝦類養殖占全球水產養殖貿易總量的18%，在2017年全球蝦類產量約5,511,914 噸，其中白蝦占總產量的80%。人類對水產品的需求日漸增加，水產養殖的產量也逐年提升，在產量增加的同時，採用高密度的養殖造成環境惡化，白蝦養殖也無法倖免，迎面而來的就是疾病的問題，包括細菌性及病毒性疾病，細菌性疾病以弧菌 (Vibrio spp.)感染最為常見，如弧菌感染、副溶血弧菌 (Vibrio parahaemolyticus)引起之急性肝胰臟壞死病 (Acute hepatopancreatic necrosis syndrome, AHPND)，起初被稱為早期死亡綜合症 (Shrimp Early Mortality Syndrome, EMS)，在白蝦養殖業中造成嚴重的經濟損失 ；哈維氏弧菌 (V. harveyi)及溶藻弧菌 (V. alginolyticus)也是常見的弧菌之一。；病毒性疾病則有白點症、陶拉綜合症、傳染性皮下及造血組織壞死症、桿狀病毒中腸腺壞死。病毒性疾病有發病快及死亡率高等特點，在爆發病毒性疾病時皆會造成莫大的損失。不論是細菌性或病毒性疾病都對白蝦養殖產業造成威脅，高密度養殖所引起的環境惡化不僅對白蝦的生長表現及存活率造成負面的影響也引發了疾病的產生，因此，如何在提升產量的同時也兼顧水產動物的健康及生存環境，已然成為水產養殖發展的重要課題。
臺灣在1985年時由水產試驗所引進白蝦進行養殖，但臺灣早期以草蝦 (P. monodon)及斑節蝦 (P. japonicas)為主要的養殖蝦種，白蝦則較不受到重視，爾後當草蝦及斑節蝦養殖因疾病問題使得其養殖遭遇難以突破的障礙時，白蝦養殖才逐漸在台灣興盛，由於白蝦對惡劣環境的適應性高，抗病力佳，再加上肉質甜美、蛋白質比例較高，但最主要原因是價格親民，目前已取代口感差不多價格卻貴上一截的「草蝦」，成為台灣的主要放養蝦種。
然而，綠色和平於2010年將白對蝦放進其《绿色和平海鲜红名单》中。根據綠色和平的網站，《绿色和平海鲜红名单》「是一個通常在世界各地的超市銷售的海鮮列表」，而這些海鮮的來源很大可能來源於不可持續的漁業。
綠色和平組織提出的理由是「白對蝦的捕獲過程會大面積破壞多個國家的紅樹林，進而使人們大量從野生捕撈幼蝦以供應養殖場，破壞環境生態以及對自然造成嚴重的壓力。除了白蝦，綠色和平亦基於相同理由把草蝦放入名單內。

## 疾病防治
疾病的爆發使得養殖業者損失慘重，故各界皆在尋求可以預防或控制疾病的方法。如早期使用抗生素或化學藥劑，但因會有環境汙染及藥物殘留等問題發生，目前逐漸轉變成改善養殖池環境或增強白蝦本身的免疫力為主，如水質改善、飼料中添加益生菌、免疫刺激物等，皆可以有效預防疾病的大規模爆發。益生菌已被廣泛的使用在飼料及養殖環境中等，用以改善水質及增強生物體的免疫，使其致病率下降，達成預防疾病爆發。

## 免疫機制
甲殼類主要仰賴非特異性免疫反應，又可分為細胞免疫反應及體液免疫反應。
- 細胞免疫反應 : 細胞免疫反應主要進行吞噬作用、包封作用及凝集作用等。主要是血球細胞參與，其又可以區分為顆粒細胞、半顆粒細胞及透明細胞。顆粒細胞和半顆粒細胞中含有原酚氧化酵素系統活化物質(Prophenoloxidase activating enzyme, ppA)和原酚氧化酵素(Prophenoloxidase, proPO)，主要進行細胞毒殺及參與原酚氧化酵素系統等[21]，酚氧化酵素 (Phenoloxidase, PO) 系統與生成黑色素有關，藉由模式是別蛋白激活相應的反應，促使生成具活性的酚氧化酵素，引起 PO 反應[22]。黑色素可以防止外來微生物入侵[23]。透明細胞主要進行吞噬作用和參與凝集作用等[24]。
- 體液免疫反應 : 主要由存在於血淋巴液可以辨別外來物並激發免疫反應的物質，如LGBP、凝集素 (Lectin)、凝血因子 (Clotting agents)及Toll受體 (Toll like receptors)等[25]。當血球溶解後會釋放出凝集素，有助於病原的辨識以及協助吞噬及凝集作用[26]。

## 白蝦應用
白蝦可以做為海水魚缸或水族館中魚類、無脊椎動物等地活餌料，他可以有效地誘引剛到人工環境中的野生動物開口攝食，進行提高期存活率，也可以進一步馴化攝食人工飼料等。

## 外部連結
- Thailand's White Shrimp Revolution